# Луїтпольд-Гімназія Мюнхена
Луїтпольд-Гімназія Мюнхена (нім. Luitpold-Gymnasium München) — науково-технічна та мовна гімназія в районі Мюнхена Лєель. Була заснована в 1891 році Луїтпольдом Баварським, як реальне училище для хлопчиків.

## Історія

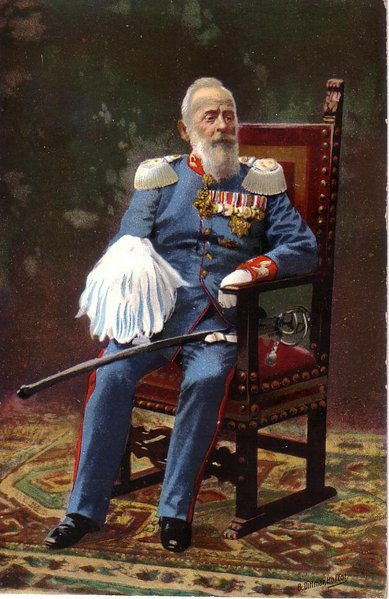
Луїтпольд Баварський, засновник школи

Гімназію було засновано 1891 року принцом-регентом Баварії Луїтпольдом як нім. Königliche Luitpold-Kreisrealschule у відповідь на потребу громадян у поширенішій природничо-науковій освіті. Тому, всупереч гуманістичній традиції багатьох гімназій 19 століття Люїтпольдське реальне училище мало сильну наукову орієнтацію.
У 1944 році будівля гімназії була сильно пошкоджена запальними бомбами. До 1958 року шкільні заняття були переведені до Вільгельмсгімназії. Нова будівля школи, в якій гімназія розміщується з вересня 1958 року, була першою післявоєнною шкільною будівлею, побудованою в Мюнхені. У 1965 році було перейменовано в Луїтпольд-Гімназію.
Щороку з 1994 року гімназія надсилає різдвяні подарунки дитячій онкологічній лікарні в Києві. Ці діти переважно страждають від наслідків Чорнобильської катастрофи.
17 березня 2011 року в рамках однорічного шкільного проекту вчителя Йоахіма Гофмюллера та Німецького радіоаматорського клубу школярі зв'язалися з Міжнародною космічною станцією та спілкувалися з італійським астронавтом Паоло Несполі.

## Відомі випускники
- Віктор Брак (1904–1948), оберфюрер СС, обвинувачений у Нюрнберзькому процесі
- Федір Лінен (1911–1979), біохімік і лауреат Нобелівської премії[5]